# Agnes de Loon
Agnes de Loon (n. 1150-d. 1191) a fost o nobilă olandeză, devenită prin căsătorie ducesă de Bavaria.

## Viața
Agnes a fost fiică a contelui Ludovic I de Loon cu Agnes de Metz.
Căsătorită cu ducele Otto al III-lea de Bavaria, ea a devenit regentă a Bavariei pe perioada minoratului fiului ei, Ludovic I, între 1183 și 1191. Agnes a fost descrisă ca fiind o regentă puternică, reuțșind să asigure moștenirea pentru fiul ei.

## Urmași
Agnes și Otto au avut următorii copii:
- Otto (n. 1169–d. 1181)
- Sofia (n. 1170–d. 1238), căsătorită cu landgraful Herman I de Thuringia (n. 1155–d. 1217)
- Heilika I (n. 1171), căsătorită în 1184 cu Dietrich de Wasserburg
- Agnes (n. 1172–d. 1200), căsătorită cu contele Henric de Plain (d. 1190)
- Richarda (n. 1173–d. 1231), căsătorită în 1186 cu contele Otto I de Geldern și Zutphen
- Ludovic (n. 1173–d. 1231), succesor în Ducatul de Bavaria, căsătorit în 1204 cu Ludmila de Boemia
- Heilika II (n. 1176), căsătorită cu conte Adelbert al III-lea de Dillingen (d. 1214)
- Elisabeta (n. 1178), căsătorită cu contele Berthold al II-lea de Vohburg (d. 1209)
- Mechtilda (n. 1180–d. 1231), căsătorită în 1209 cu contele Rapoto al II-lea de Ortenburg (1164–1231).